# 柏木村
柏木村（かしわぎむら）は滋賀県甲賀郡にあった村。現在の甲賀市水口町の西部、野洲川の右岸、国道1号の沿線にあたる。

## 地理
- 河川：野洲川、酒人川

## 歴史

### 柏木村（第1次）
- 1889年（明治22年）4月1日 - 町村制の施行により、北脇村・酒人村・植村・宇田村・泉村・名坂村の区域をもって柏木村（第1次）が発足。
- 1942年（昭和17年）7月1日 - 水口町に編入。同日柏木村（第1次）廃止。

### 柏木村（第2次）
- 1948年（昭和23年）10月10日 - 水口町の一部（大字泉・酒人・宇田・植・北脇）が分立して柏木村（第2次）が発足。大字名坂は水口町に残留。
- 1955年（昭和30年）4月15日 - 伴谷村・水口町・貴生川町と合併し、改めて水口町が発足。同日柏木村（第2次）廃止。

## 交通

### 道路
- 国道1号